# オフィスビル
オフィスビルは、オフィス（事務所・業務）を主用途として建てられた建築物のこと。通常、ビルといえばオフィスビルのことを指す。
中には地下や低層階などに店舗や飲食店を入居させているものもあるが、オフィス用途の部分が大半を占める場合は「オフィスビル」（あるいは「複合オフィスビル」とも）と呼ばれる。

商業目的その他パブリックに開放しているテナントを除き、一般には基本的に関係者以外立ち入り禁止である。

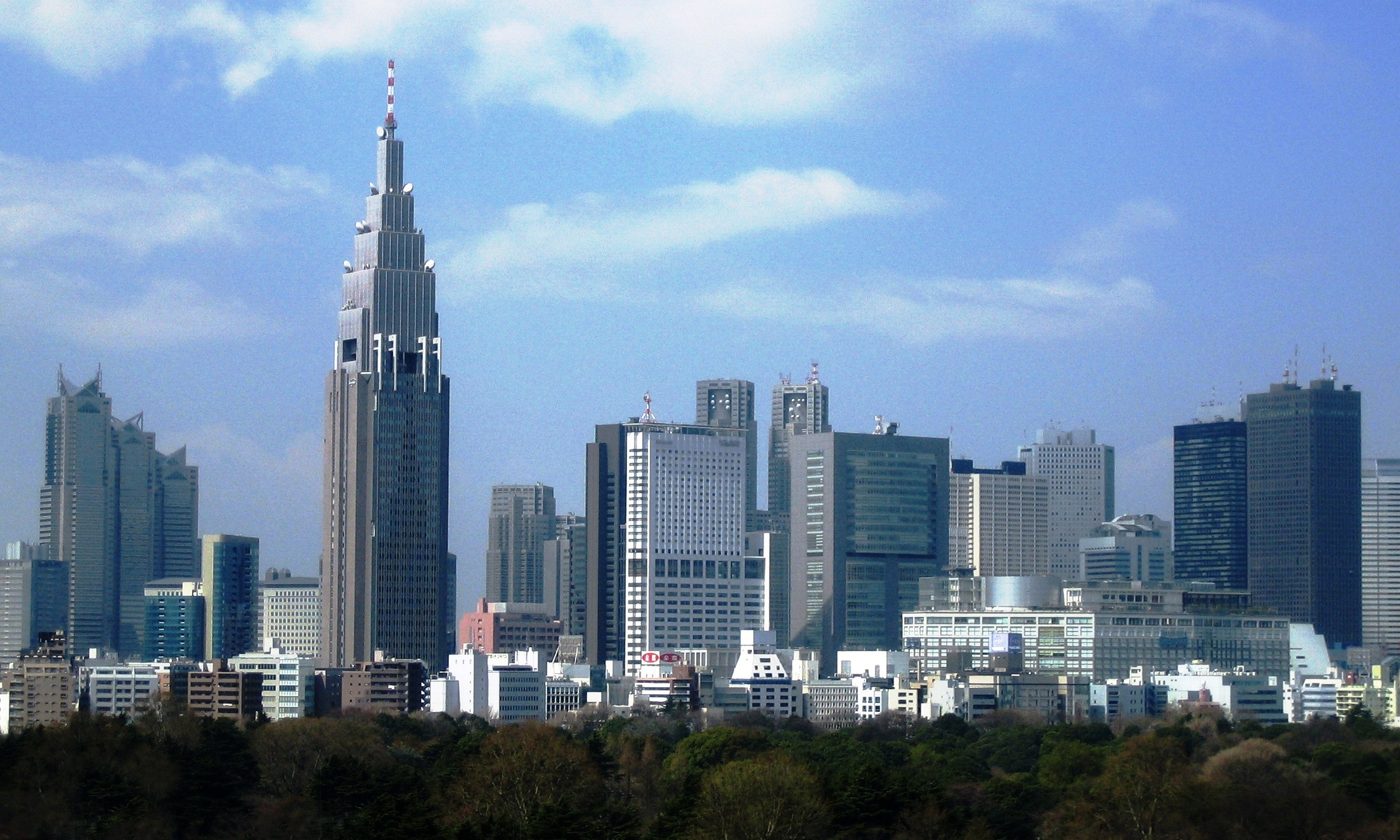
例 - 西新宿（東京都新宿区）

## 投資対象としてのオフィスビル

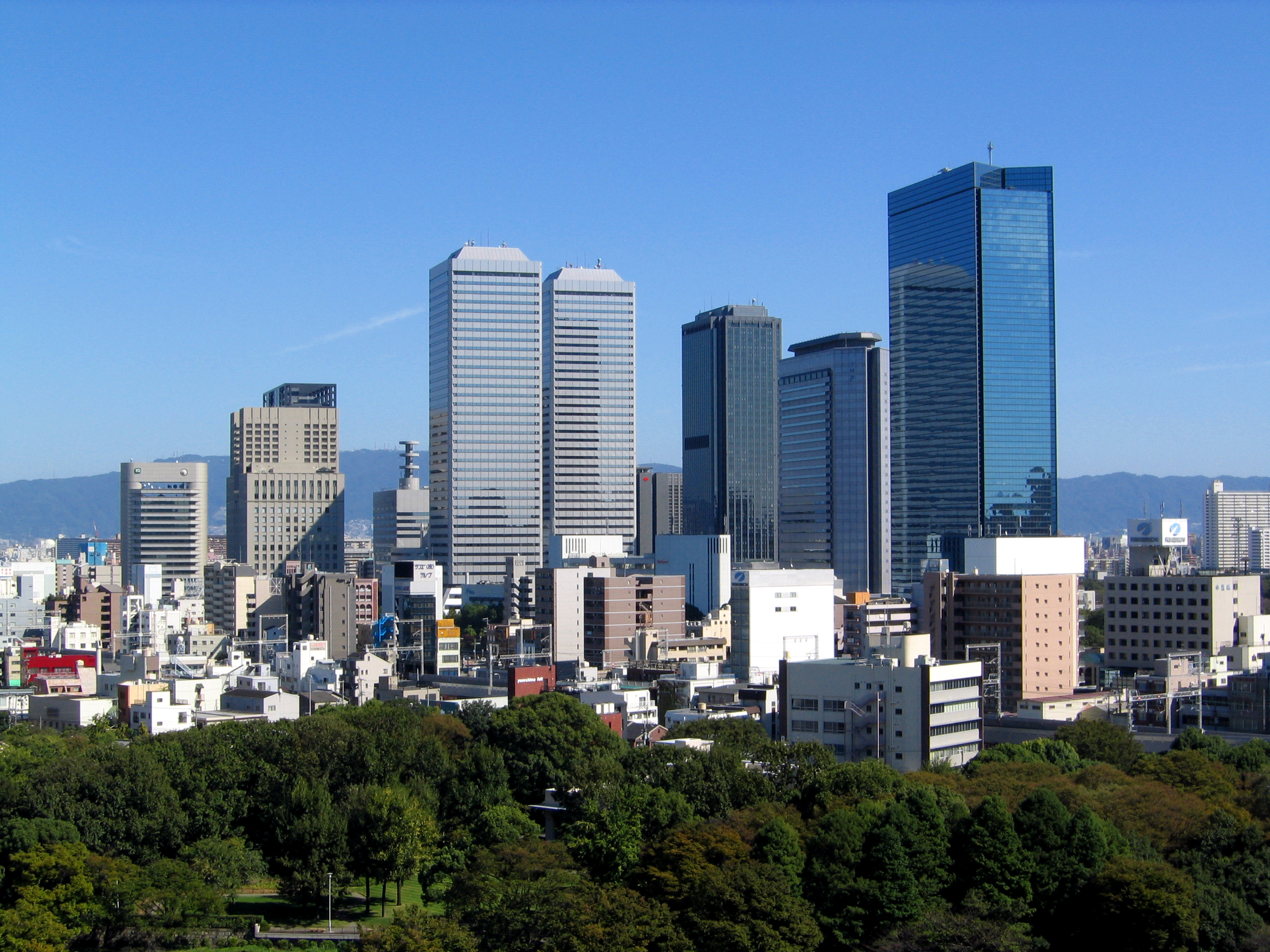
例 - 大阪ビジネスパーク（大阪市中央区）

オフィスビルは、その所有形態により、テナントビル（他者＝テナントにオフィス空間を貸し出すもの。貸しビルとも言う）と、自社ビル（所有者と使用者を同じくするもの）とに大別される。テナントビルは、賃料収入によって運用される。慣例としてオフィス賃料は面積あたりによって表されるため、レンタブル比（有効比、貸室面積比とも）が、オフィスビルの収益力の評価指標として重視される。レンタブル比は、ビルの延床面積に占める賃貸可能な床面積の割合を示すものである。賃料相場に大きな影響を与える要素としては立地条件、ビルの築年数などが挙げられる。
オフィスビルを投資対象として見た場合、初期投資（イニシャルコスト）となる土地購入費や建設費などを、賃料収入と運営費、維持管理費（ランニングコスト）の差額によって回収していくことになる。初期投資が大きい分、リスクの大きな投資であるとも言えるが、近年においてはひとつのオフィスビルの所有権を証券として分割することにより、小口化して資金調達を容易にする手法も模索されている。
テナントビルのオーナーのあり方は、全国に多数のビルを所有する企業から、ペンシルビル（後述）一棟を所有し、一部を自宅として使用する個人まで様々である。
自社ビルにおいても、企業活動によって生み出される利益の一部によって、初期投資を回収する仕組みであり、賃料収入という形こそとらないものの運営方針は大きく変わるものではない。ただし、自社ビルの場合、ビルそのものが企業のイメージを担うものとなる可能性もあり、設計のあり方にも影響を与える。例えば伊藤忠商事の場合は、太陽光発電や自然採光を取り込み、環境性能を重視した自社ビルの運営を行っていることで知られる。

## 建築物としてのオフィスビル

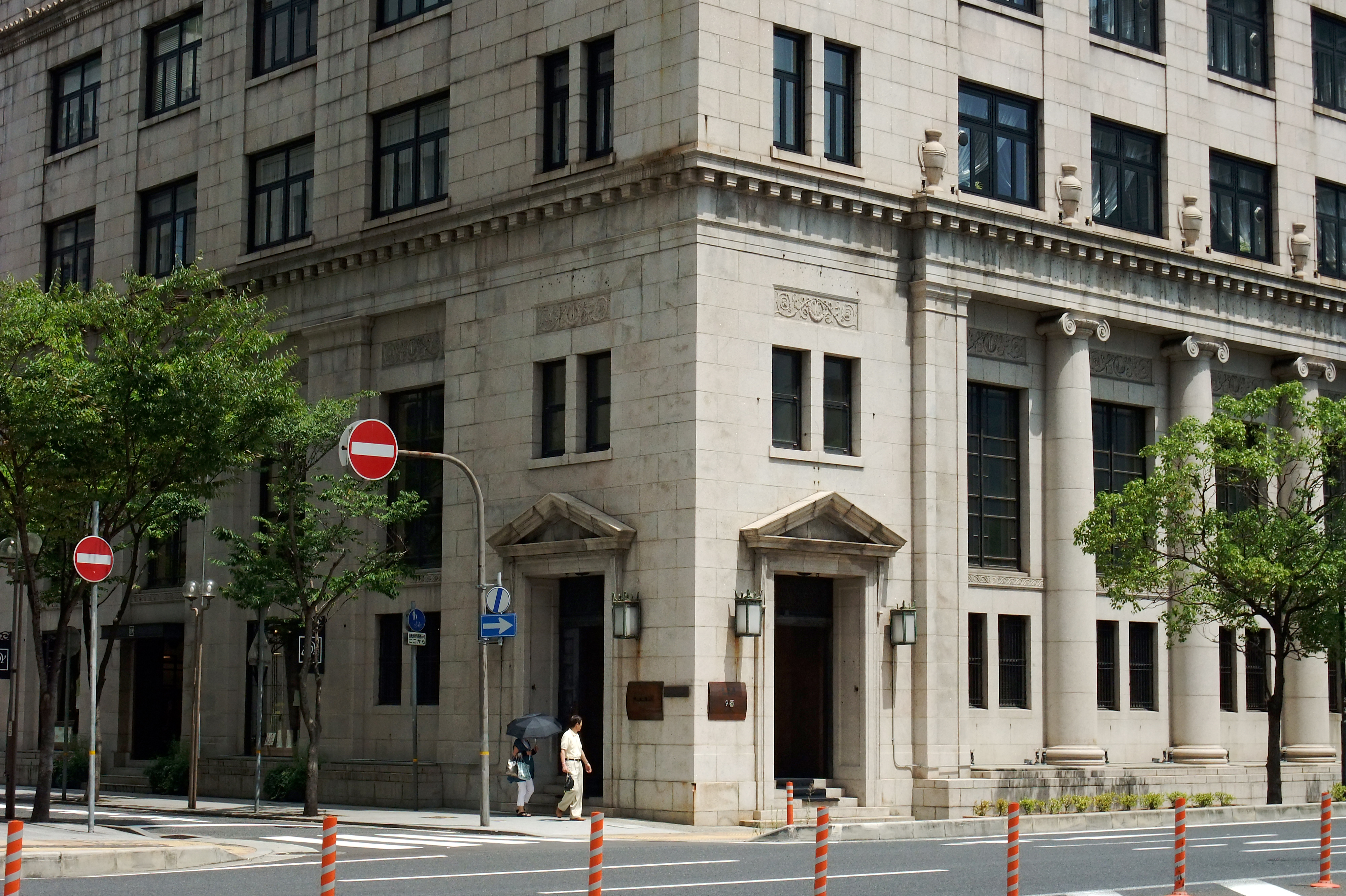
戦前のオフィスビルの例 - 神戸旧居留地（神戸市中央区）

日本の建築基準法において、オフィスビルは特殊建築物に含まれない。したがって、他用途の建築物に比して、法的には自由な計画が可能であると言える。しかしながら、一般に収益力を重視して、最大の床面積を確保することが優先されるため、建物の形状は敷地条件から決定されるところが大きい。具体的には斜線制限、日影規制、容積率、建ぺい率の許す最大のボリュームを採る。さらにレンタブル比を最大に取るため、平面計画も自ずと縦動線（階段室やエレベータ室、避難設備等）と電気、空調、衛生等の設備配管などを集めたコアを持つ形状が典型となる。平面構成要素としては、執務室に先述のコア、トイレ、洗面所、湯沸室などのサービススペースを加えたシンプルなものとなる。エントランスのある1階を含む低層階と、斜線制限などを受けて形状の異なる上層階を除く中層部は、ほぼ同一の平面形状を取るため、これらの階を一般に基準階と呼ぶ。基準階のレンタブル比は、通常75〜85%程度である。
オフィスとしての利用価値の高いオフィス街においては地価の上昇が著しく、高層化を推し進める結果となった。近年でこそ超高層マンションも多く見られるようになったが、初期の超高層建築のほとんどがオフィスビルであった背景には地価の影響を無視できない。行政においては、建築基準法の定める総合設計制度の適用による容積率の緩和などを通して、地域や条件を限定して高層化を歓迎している。
小規模なオフィスビルにおいても、平面構成要素はほとんど変わらない。ただし平面内に占めるコアの割合は必然的に高まるため、レンタブル比は不利なものとならざるを得ない。1階には特にロビーのようなものを設けず、エレベータと階段、各室の郵便受を設けるのみで、残りの面積を店舗に当てるものが多い。また、最上階にオーナー自ら居住する例も少なくない。敷地の規模が小さいのは、近代以前からの土地所有形態を引きずっていることが原因と考えられるが、その縦に細長い形状を鉛筆に見立て、やや揶揄してペンシルビルと呼ばれる。

## オフィスビルの機能
オフィスビルに求められる機能は、日本では従来あまり重視される傾向にはなく、適当な床面積（一人当たり5〜8平方メートル程度といわれている）があれば良いとされてきた。しかし、近年においては執務の実状に合わせた機能が求められるようになって来ており、賃料にも影響を及ぼすようになってきている。特に、近代的な設備を備えたオフィスビルはインテリジェントビルと呼ばれ、テナントの高い評価を受ける場合もある。
特にOA化の波は、執務の実態を大きく変化させ、その受け皿となるオフィスビルにも対応が迫られた。1990年代以降、OAフロア、もしくはフリーアクセスフロアと呼ばれる二重構造の床上げシステムを設けることで、OA機器の配線を床下へ納める仕様が普及した。現在では、多くの職場環境において採用されている。OAフロアの床は、耐加重のある構造体の上に50cm角のパネル状床材を敷くようになっており、一部のみの配線のやり直しも容易であり、機器の世代交代、ネットワークの再構築など、躯体に対して極端に短い電気通信設備の交換サイクルに対応可能なものとなっている。遡って、OAフロア普及以前のオフィスビルには天井高が低いものが多く、市場評価としても単なるビル築年数の影響以上に苦戦を強いられるケースが見られる。

## 将来の見通し
2001-2003年頃、東京のオフィス市場においては2003年問題という言葉が頻繁に用いられた。2003年に六本木ヒルズをはじめとして、汐留、品川などに大規模なオフィスビルが同時に多数竣工することで、大企業の新ビルへの移転が進み、特に中小の賃貸ビル業者の空室が増加し、経営への打撃が懸念され、オフィス市場においては供給過多となるとされた問題である。2003年から2-3年後の時点では、目立った空室率の上昇、賃料の下落は見られていないようだが、今後の景気動向によっては、その影響が遅れて現れてくる可能性も否定できない。また、これに加えて2010年問題として、団塊世代の定年退職によるオフィス人口の激減が、需要過少を引き起こすのではないかと懸念する向きもある。ネット社会の広がりにより、在宅勤務、いわゆるSOHOも数を増やすと言われており、オフィスの余剰時代への対応策が叫ばれるようになってきた。具体的には、住宅、店舗等への用途転換（コンバージョン）などが実施に移されている。
しかし、実際に顔を合わせて意思疎通を行う場を提供する役割、プライベートの時間・空間と切り離す役割など、ネット時代においてもオフィスビルの必要性が減じているわけでは決してない。フレックスタイム制を廃止する企業が増えていることも、これを裏付けている。

## 著名なオフィスビル

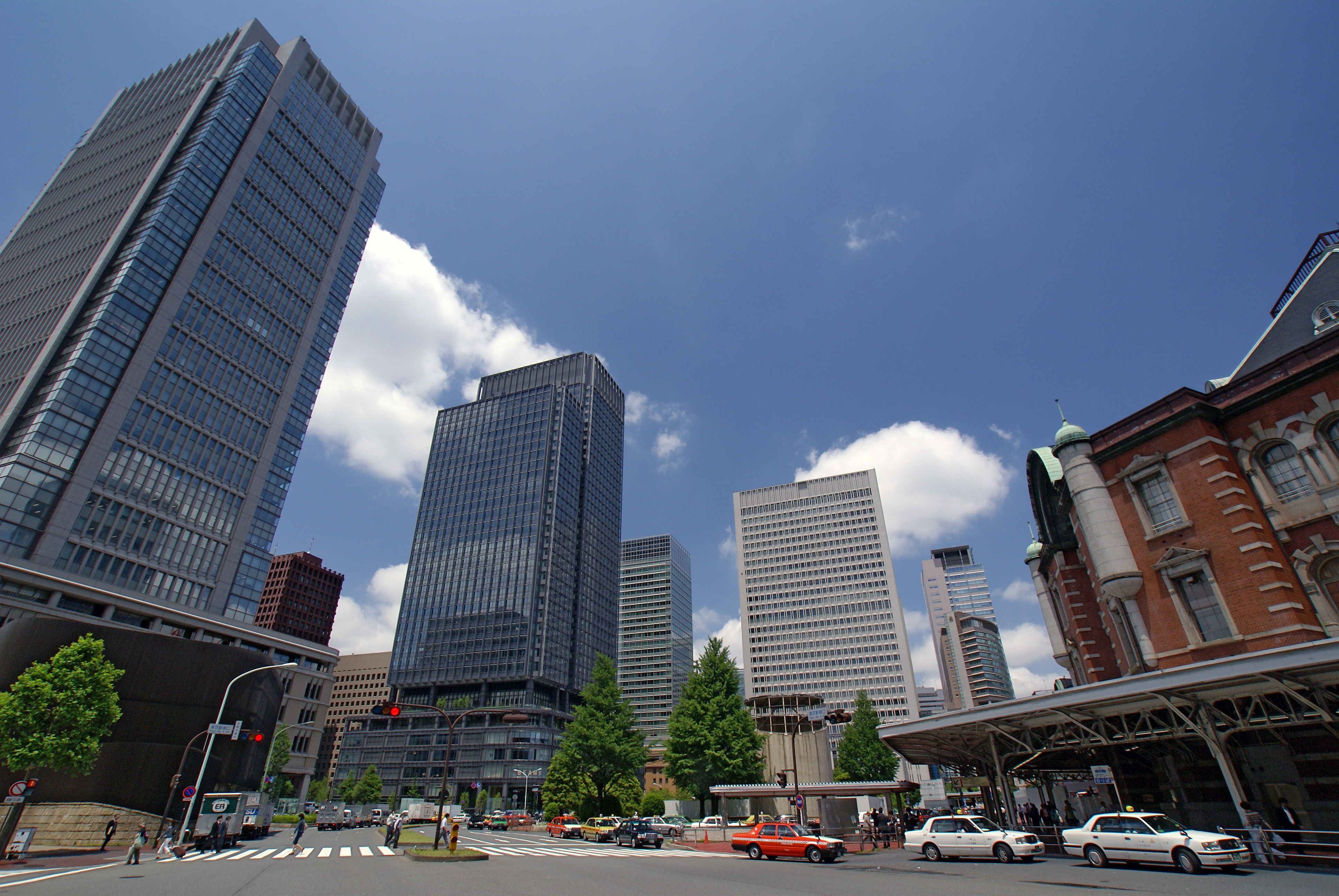
丸の内の超高層ビル群（東京都千代田区）

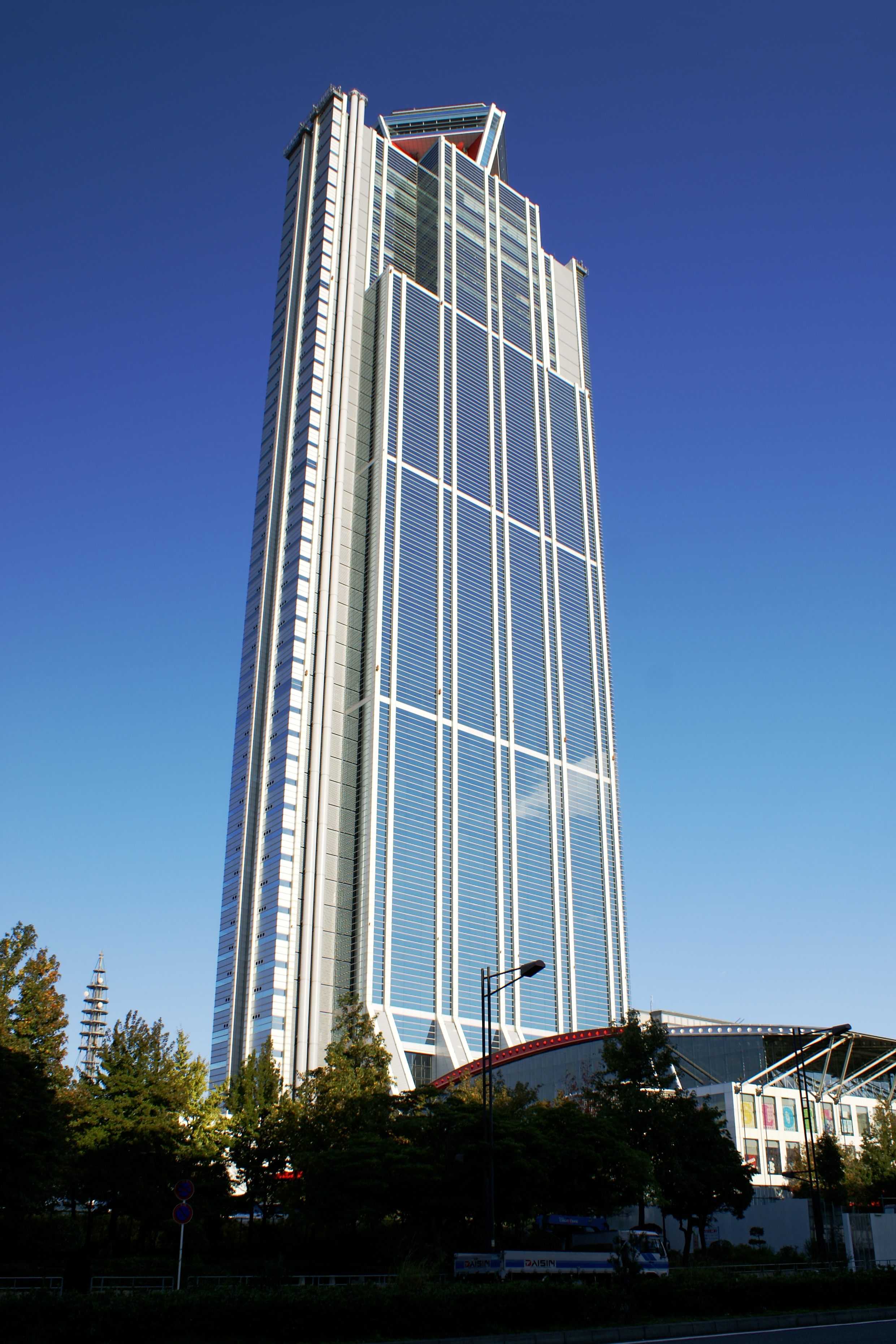
大阪府咲洲庁舎（旧：大阪ワールドトレードセンタービルディング）（大阪市住之江区）

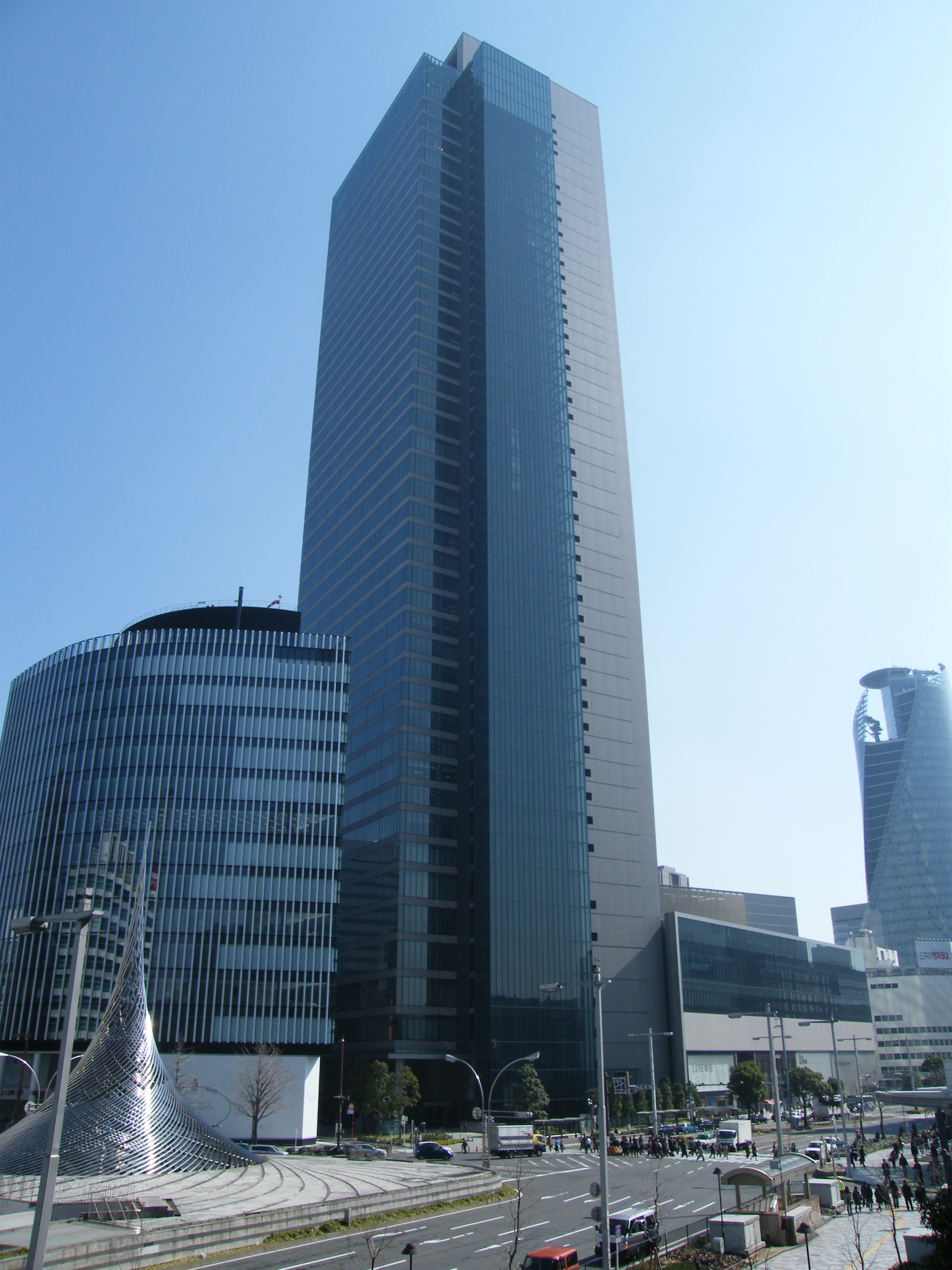
ミッドランドスクエア（名古屋市中村区）

### 日本
東京
- 霞が関ビルディング
- サンシャイン60
- 六本木ヒルズ森タワー（六本木ヒルズ）
- ミッドタウン・タワー（東京ミッドタウン）
- 世界貿易センタービル
- 日本橋三井タワー
- 泉ガーデンタワー
- 山王パークタワー
- 赤坂Bizタワー
- アークヒルズ
- 愛宕グリーンヒルズ
- 西新宿の超高層ビル群
- 汐留の超高層ビル群
- 丸の内の超高層ビル群
- 品川の超高層ビル群（品川グランドコモンズ）

大阪
- 梅田の超高層ビル群
- OBPの超高層ビル群
- 中之島の超高層ビル群
- 梅田スカイビル
- グランフロント大阪
- 北浜 NEXU BUILD
- 堂島アバンザ
- 中之島フェスティバルタワー
- OAPタワー
- 大阪府咲洲庁舎（旧：大阪ワールドトレードセンタービルディング）
- あべのハルカス
- なんばスカイオ

名古屋
- JRゲートタワー
- ミッドランドスクエア
- 名古屋ルーセントタワー
- グローバルゲート
- JPタワー名古屋
- 大名古屋ビルヂング
- 名古屋インターシティ
- アルペン丸の内タワー
- 丸の内KSビル
- 名古屋東京海上日動ビル

その他
- JRタワー（札幌駅）
- 札幌センタービル
- 仙台トラストタワー（仙台トラストシティ）
- 大宮ソニックシティ
- ワールドビジネスガーデン（幕張新都心）
- 幕張テクノガーデン
- 横浜ランドマークタワー（横浜みなとみらい21）
- 朱鷺メッセ
- タワー111
- ポルテ金沢
- アクトシティ浜松
- りんくうゲートタワー
- 神戸商工貿易センタービル
- 神戸クリスタルタワー（ハーバーランド）
- クレド岡山
- 香川県庁舎
- 高松シンボルタワー（サンポート高松）
- JRJP博多ビル
- キャナルシティビジネスセンタービル
- アクロス福岡

### 海外
- 台北101
- ブルジュ・ハリファ
- エンパイア・ステート・ビルディング
- クライスラー・ビルディング
- シアーズタワー
- ペンタゴン（世界最大のオフィスビル）

## 主要なオフィスビル検索サイト
- オフィスナビ
- オフィスター
- FIND OFFICE